# Crkva Ranjenog Isusa u Gradecu
Crkva Ranjenog Isusa je rimokatolička crkva u mjestu i općini Gradec.

## Opis
Crkva kasnobaroknih obilježja sagrađena je u razdoblju od 1768. do 1824. godine u blizini nekadašnje starije zidane crkve. Cjelovita obnova poduzeta je nakon požara koji je uzrokovao velika oštećenja crkve 1862. godine. Jednobrodna je građevina velikih dimenzija, pravokutnog tlocrta, s užim zaobljenim svetištem, sakristijom i zvonikom sagrađenim 1900. godine u središnjoj osi glavnog pročelja. Prostor broda nadsvođen je nizom čeških kapa, a nad svetištem je kupola. Svoda polja i ograda pjevališta dekorirani su štukom, a kupola oslikana. Inventar potječe iz 19. stoljeća.

## Zaštita
Pod oznakom Z-3250 zavedena je kao nepokretno kulturno dobro - pojedinačno, pravna statusa zaštićena kulturnog dobra, klasificirano kao "sakralna graditeljska baština".